# Seo Hyun-woo
Seo Hyun-woo (en hangul, 서현우; nacido el 20 de noviembre de 1983) es un actor surcoreano.

## Biografía
Seo estudió en la secundaria Hanil y se graduó de actuación en la Universidad Nacional de Artes de Corea.

## Carrera
En 2023 apareció en el elenco de la película Phantom, donde interpretara Chun Kye-jang, un criptógrafo tímido pero agudo que tiene un talento excepcional para el descifrado.
En julio del mismo año se unió al elenco de la serie Adamas, donde da vida a Kwon Hyun-jo, el CEO del grupo Haesong Group.

## Filmografía

### Cine
| Año  | Título                         | Hangul                     | Papel                           | Ref.          |
| ---- | ------------------------------ | -------------------------- | ------------------------------- | ------------- |
| 2011 | White: The Melody of the Curse | 화이트: 저주의 멜로디      |                                 |               |
| 2011 | The Front Line                 | 고지전                     | Soldado norcoreano en Chuncheon |               |
| 2012 | Love Fiction                   | 러브픽션                   | Ui-gyu                          |               |
| 2012 | Spy                            | 간첩                       | Empleado de vigilancia          |               |
| 2013 | Wish                           | 소원                       | Paramédico                      |               |
| 2013 | Steel Cold Winter              | 소녀                       | Profesor de matemáticas         |               |
| 2013 | The Face Reader                | 관상                       | Jin-Moo                         |               |
| 2013 | The Suspect                    | 용의자                     |                                 |               |
| 2014 | A Hard Day                     | 끝까지 간다                | Oh Ham-ma                       |               |
| 2014 | Manhole                        | 맨홀                       | Policía                         |               |
| 2015 | The Advocate: A Missing Body   | 성난 변호사                | Empleado                        |               |
| 2015 | That Guy                       |                            |                                 |               |
| 2015 | Fatal Intuition                | 그놈이다                   | Doo-Soo                         |               |
| 2015 | Por encima de la ley           | 베테랑                     |                                 |               |
| 2016 | Musudan                        | 무수단                     | Primer Teniente Lee Hyun-Suk    |               |
| 2016 | The Bacchus Lady               | 죽여주는 여자              | Médico                          |               |
| 2016 | Hiya                           | 히야                       | Kim Yong-man                    |               |
| 2017 | A Taxi Driver                  | 택시 운전사                | Defense Security Command 1      |               |
| 2017 | Heart Blackened                | 침묵                       | Thailand branch manager         |               |
| 2017 | 1987: When the Day Comes       | 1987                       | Prosecutor Lee                  |               |
| 2018 | The Discloser                  | 1급기밀                    | Cha Woo-jin                     |               |
| 2018 | The Vanished                   | 사라진 밤                  | Dong-gu                         |               |
| 2018 | Night of 7 Years               | 7년의 밤                   | Detective Lee                   |               |
| 2018 | A Tiger in Winter              | 호랑이보다 무서운 겨울손님 | Boo-jung                        |               |
| 2018 | Believer                       | 독전                       | Jung-il                         | [ 8 ]         |
| 2018 | Cinema With You                | 너와 극장에서              | Jung-woo                        |               |
| 2018 | After My Death                 | 죄 많은 소녀               | Profesor                        |               |
| 2018 | Beautiful Days                 | 뷰티풀 데이즈              | Amante de la madre              | [ 9 ]         |
| 2019 | A Boy and Sungreen             | 보희와 녹양                | Sung-wook                       |               |
| 2019 | Juror 8                        | 배심원들                   | Kang Doo-sik                    |               |
| 2019 | Bring Me Home                  | 나를 찾아줘                | Policía Kim                     |               |
| 2019 | Ashfall                        | 백두산                     | Subjefe de Departamento         |               |
| 2020 | Secret Zoo                     | 해치지않아                 | Secretario Oh                   |               |
| 2020 | Teuri                          |                            |                                 |               |
| 2020 | El hombre del presidente       | 남산의 부장들              | Jeon Du-hyeok                   |               |
| 2020 | Intruder                       | 침입자                     | Dr. Han                         |               |
| 2021 | New Year Blues                 | 새해전야                   | Esposo de Hyo Young             |               |
| 2021 | Spiritwalker                   | 유체이탈자                 | Sargento mayor Baek             |               |
| 2021 | Aloners                        | 혼자 사는 사람들           | Vecino                          |               |
| 2021 | Ghost Mansion                  |                            |                                 |               |
| 2022 | Amarrados al amor              | 모럴센스                   | Jefe de equipo Hwang            | [ 10 ]        |
| 2022 | Decision to Leave              | 헤어질 결심                | Chul-sung                       |               |
| 2022 | Honest Candidate 2             | 정직한 후보2               | Jo Tae-joo                      | [ 11 ]        |
| 2022 | Thunderbird                    | 썬더버드                   | Tae-gyun                        |               |
| 2022 | Seire                          | 세이레                     | Woo-Jin                         |               |
| 2023 | Phantom                        | 유령                       | Cheong Gye-jang                 | [ 6 ] [ 12 ]  |
| 2024 | Una tienda para asesinos       | 킬러들의 쇼핑몰            | Lee Seong-jo                    | [ 13 ] [ 14 ] |
| 2024 | Me llamo Loh Kiwan             | 로기완                     | Eun-cheol                       | [ 15 ]        |
| 2024 | Escape                         | 탈주                       | Mayor Cha                       | [ 16 ] [ 17 ] |
| 2025 | Nocturnal                      | 브로큰                     | Detective Son                   | [ 18 ]        |
| 2025 | Mis 84 m²                      | 84제곱미터                 | Jin-ho                          | [ 19 ]        |

### Series de televisión
| Año  | Título            | Papel                          | Canal   | Notas             | Ref.          |
| ---- | ----------------- | ------------------------------ | ------- | ----------------- | ------------- |
| 2013 | The Devil         | Guerrero                       | KBS2    | KBS Drama Special |               |
| 2015 | Lady of the Storm | Peter Yun                      | MBC     |                   |               |
| 2016 | Jackpot           | Park Pil-hyun                  | SBS     |                   |               |
| 2016 | The Good Wife     | Baek Min-hyuk                  | tvN     |                   |               |
| 2018 | Book of Writing   |                                | tvN     | Drama Stage       |               |
| 2018 | Mi señor          | Jefe de sección Song Seok-Beom | tvN     |                   |               |
| 2018 | Time              | Cheon Soo-cheol                | MBC     |                   |               |
| 2020 | SF8: Manxin       | Kim In-hong                    | MBC     |                   |               |
| 2020 | SF8: Empty Body   | Detective                      | MBC     |                   |               |
| 2020 | Flower of Evil    | Kim Moo-jin                    | tvN     |                   | [ 20 ] [ 21 ] |
| 2022 | Adamas            | Kwon Hyun-jo                   | tvN     |                   | [ 7 ]         |
| 2022 | Call My Agent!    | Joong-don                      | tvN     |                   | [ 22 ]        |
| 2023 | Uncle Samsik      | Jung Han-min                   | Disney+ | Serie web         | [ 23 ]        |
| 2024 | Seoul Busters     | Jeong Jeong-hwan               | Disney+ | Serie web         | [ 24 ] [ 25 ] |
| 2025 | Our Movie         | Boo Seung-won                  | SBS     |                   | [ 26 ] [ 27 ] |

### Teatro
- 2016: True West Returns[28]

## Premios y nominaciones
| Año  | Premios                                       | Categoría                     | Papel                 | Resultado | Ref.   |
| ---- | --------------------------------------------- | ----------------------------- | --------------------- | --------- | ------ |
| 2022 | Bucheon International Fantastic Film Festival | Actor fantástico              | Thunderbird           | Ganador   | [ 29 ] |
| 2022 | Director's Cut Awards                         | Mejor actor revelación (cine) | The Man Standing Next | Nominado  | [ 30 ] |
| 2023 | Director's Cut Awards                         | Mejor actor revelación (cine) | Decision to Leave     | Ganador   | [ 31 ] |